# Guldhjärtatrilogin
Guldhjärtatrilogin (danska: Guldhjerte-trilogien) är tre filmer av den danske manusförfattaren och regissören Lars von Trier. Den består av Breaking the waves (1996), en melodram om sex och religion; Idioterna (1998), en Dogme 95-film om moraliska konventioner; och Dancer in the dark (2000), en musikal med den isländska sångerskan Björk i huvudrollen.
De sinsemellan fristående filmerna har kvinnliga huvudpersoner och är inspirerade av barnboken Guldhjertet som handlar om en fattig flicka som till slut har givit bort all sin mat och alla sina kläder för att hjälpa andra. Filmerna hade var och en premiär vid filmfestivalen i Cannes, där Breaking the waves vann Grand Prix och Dancer in the dark vann Guldpalmen.

## Breaking the waves
Breaking the waves har Emily Watson i huvudrollen och utspelar sig i det skotska höglandet i början av 1970-talet. Den handlar om Bess McNeill, en ung kvinna med en historik av psykisk ohälsa, som tillhör en sammansvetsad kalvinistisk trosgemenskap och gifter sig med en icke-religiös och utländsk oljearbetare. När hennes man skadas allvarligt i en arbetsplatsolycka uppmanar han henne att söka upp andra män att ha sex med. Bess gör som han säger i tron att det kommer att förbättra hans tillstånd. Filmen hade premiär den 18 maj 1996 vid filmfestivalen i Cannes

## Idioterna
Idioterna, som är gjord med Dogme 95-rörelsens tekniska begränsningar, kretsar kring ett kollektiv i en Köpenhamnsförort. De boende ägnar sig åt vad de kallar att "spassa", vilket är att låtsas ha intellektuella funktionsnedsättningar som ett sätt att attackera borgerligheten och nå ett tillstånd av oskyldighet. Filmen följer Karen (Bodil Jørgensen), en kvinna med egna personliga problem, som kommer i kontakt med gruppen. Filmen hade premiär vid filmfestivalen i Cannes 1998.

## Dancer in the dark
Den isländska sångerskan Björk gör en av sina få filmroller i Dancer in the dark, en musikal som utspelar sig i 1960-talets USA. Den handlar om en tjeckisk invandrare, Selma Ježková, som har besvär med fattigdom och en degenerativ ögonsjukdom som sakta gör henne blind. Medan Selmas liv blir allt dystrare låter hon sig roas av Hollywood-musikaler och fantiserar om ett liv inspirerat av dem. Filmen hade premiär vid filmfestivalen i Cannes 2000.

## Mottagande

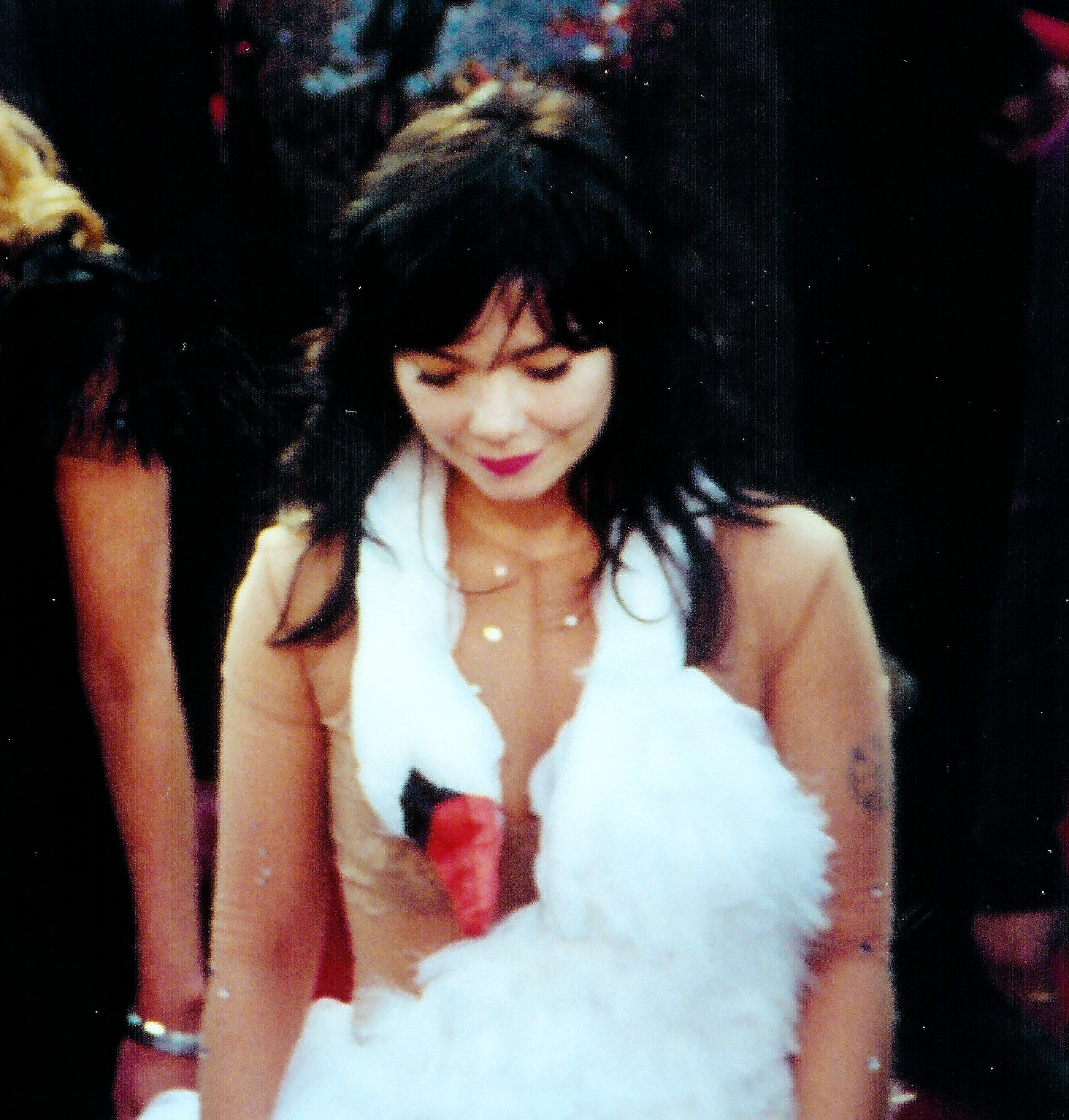
Björk i sin svanklänning vid Oscarsgalan 2001 där Dancer in the dark var nominerad för bästa sång

De tre filmerna blev såväl omstridda som positivt mottagna. År 2001 beskrev The New York Times hur de "vanemässigt hamnar på kritikerlistor över de bästa och sämsta filmerna". Kim Skotte skrev i Filmmagasinet Ekko att valet att kalla dem för "Guldhjärtatrilogin" var en större provokation än något i filmernas innehåll. Han spårade deras ämnen genom den "banala och sentimentala" bilderbok som var deras direkta inspiration till ett återkommande tema i folksagor och i Nya testamentet, och placerade deras ändlöst omtänksamma huvudpersoner i samma tradition som Maria Magdalena och Maria, "Horan och Madonnan". Den danske filmvetaren Peter Schepeler jämför dem med Jeanne d'Arc och kopplar dem till litterära heliga dårar som Furst Mysjkin från Fjodor Dostojevskijs Idioten och till huvudpersonerna i markis de Sades Justine och Pauline Réages Berättelsen om O.
Breaking the waves vann Grand Prix i Cannes, var en genombrottsroll för Watson som nominerades till Oscar för bästa kvinnliga huvudroll och beskrevs i Slate 2009 som "kanske von Triers bredast hyllade film". Idioterna blev ökänd för sin osimulerade gruppsexscen. Den upptogs i Danmarks kulturkanon. Dancer in the dark vann Guldpalmen i Cannes och nominerades till Oscar för bästa sång för "I've seen it all".

## Källhänvisningar
1. 1 2  ”Lars von Trier” (på danska). Den Store Danske Encyklopædi. https://denstoredanske.lex.dk/Lars_von_Trier.
2. ↑  Björkman, Stig (1999). Trier om von Trier. Samtal med Stig Björkman. Stockholm: Alfabeta bokförlag. sid. 163. ISBN 978-91-7712-750-5
3. 1 2  Rockwell, John (8 april 2001). ”Film; Von Trier and Wagner, a bond sealed in emotion” (på engelska). The New York Times. https://www.nytimes.com/2001/04/08/movies/film-von-trier-and-wagner-a-bond-sealed-in-emotion.html. Läst 14 september 2023.
4. ↑  Skotte, Kim (22 november 2002). ”I følelsernes sold” (på danska). Filmmagasinet Ekko. https://www.ekkofilm.dk/artikler/i-folelsernes-sold/. Läst 14 september 2023.
5. ↑  Schepelern, Peter (2000) (på danska). Lars von Triers film. Tvang og befrielse. Rosinante. sid. 205ff. ISBN 978-87-621-0164-7
6. ↑  . https://slate.com/culture/2009/10/is-antichrist-director-lars-von-trier-a-misogynist.html. Läst 14 september 2023.
7. ↑  . https://www.oscars.org/oscars/ceremonies/2001. Läst 14 september 2023.